# 初期の世界地図

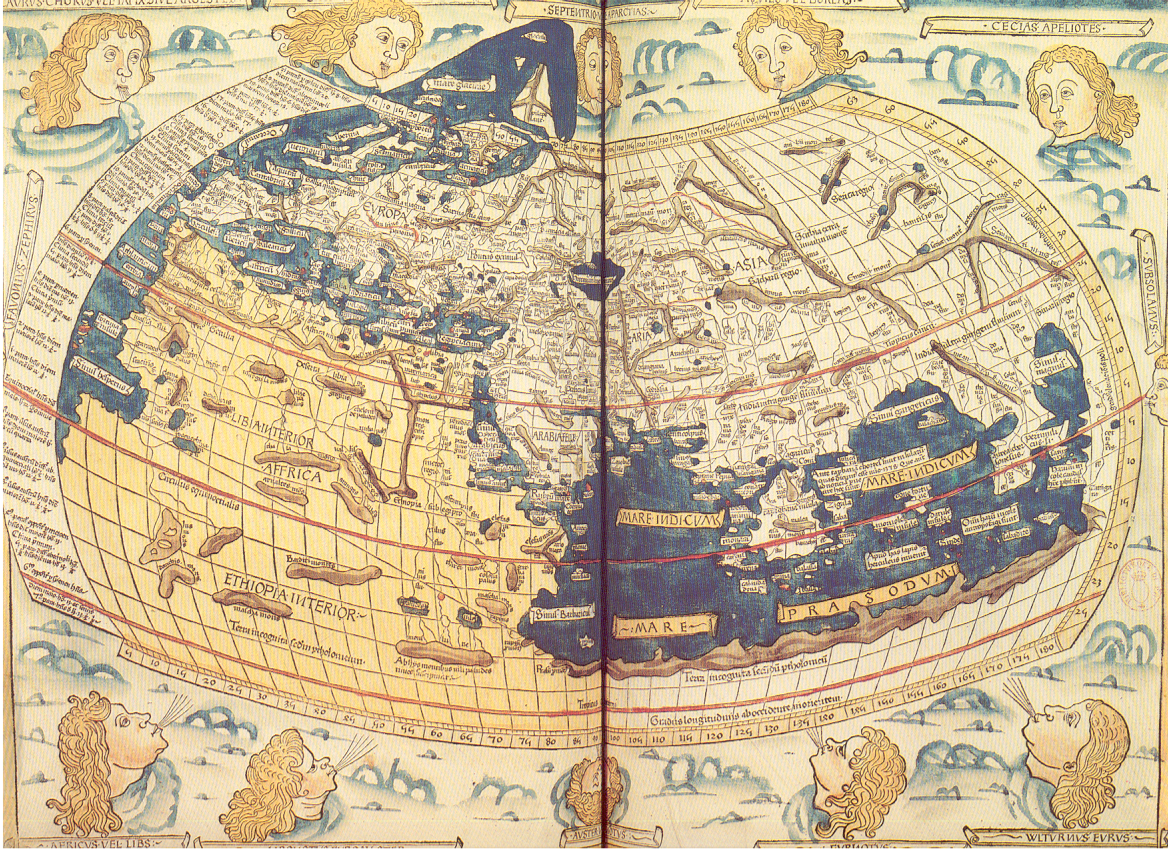
クラウディオス・プトレマイオスの世界像に基づく世界地図。クリストファー・コロンブスのアメリカ航海の10年前のもの。

初期の世界地図（しょきのせかいちず）では、人類によって作成された地図の中でも、最初期の物から世界地理の大勢が判明する17世紀頃までの世界地図について解説する。

## 概要
地図は現代では実在する都市や地形などを図に表したものであるが、初期の世界地図は必ずしもそうではなかった。昔の人々にとって世界は広く、遠方の地理情報を地図に盛り込むことは難しかった。そのため、人々は不確かな伝聞情報を書き込んだり、あるいは自身の世界観を反映させて世界地図を作成した。
どの方位を上にしているかは重要な特徴である。古代ローマ時代までは北が上であった。中世の世界地図は、ヨーロッパでは東が上、イスラームでは南が上、中国では北が上であった。どの方位を上にするかにも意味が込められていることが多い。
ヨーロッパやイスラームの地図で注目すべき地理はインド、インド洋、カスピ海、ブリテン島などである。これらは多くの地図に登場するのでその作成意図を比較しやすい。インドの存在はヨーロッパでも古くから知られていたが、旧大陸の南東端と考えられており、ほとんどの地図ではインド半島の先端からアラビア半島までの海岸線を、ほぼまっすぐな形で描いている。また、インド洋を内海とする考えや、カスピ海を外海とする考えも根強く、多くの世界地図で誤って作成されている。なお、古い世界地図を読む上では「どこまで合っているか」だけでなく「どこが誤っており、その理由は何か」ということも非常に重要である。
また、初期の世界地図は、必ずしも時代と共に正確になっていかなかった。特にヨーロッパでは、2世紀に作られたプトレマイオスの地図の成果は長らく忘れられ、大航海時代を迎えるまではキリスト教的世界観に基づいた極めて不正確な地図が使われていた。
日本においては、南波松太郎、秋岡武次郎、池長孟が集めた初期の世界地図などが、神戸市立博物館に収集されており、多数　三好唯義の「世界古地図コレクション」に記載されている。

## 古代

### バビロニアの世界地図（紀元前7世紀）

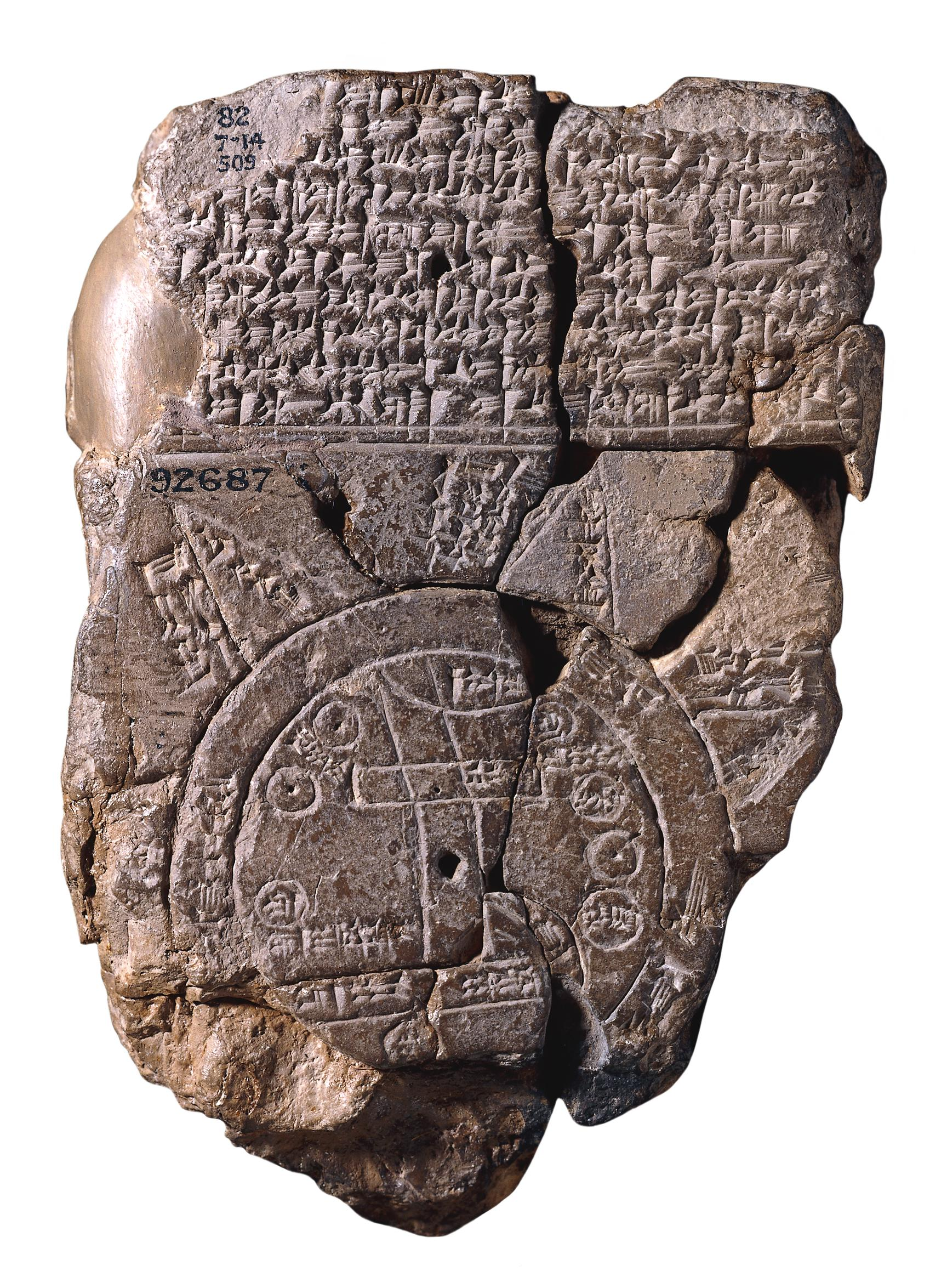
バビロニアの世界地図。紀元前600年頃のもの。

知られている最も古い世界地図は、紀元前600年頃のバビロニアの世界地図(Imago Mundi)である。この地図は北が上として描かれており、その説明文が付いている。二重の円が描かれており、内円の内側が陸地、外円と内円の間が海（後の古代ギリシアで言うオーケアノス）、外円の外側が対岸の陸地である。ただし「対岸の陸地」は想像上のものであり、その説明も空想的内容になっている。内円の上半分に描かれた横長の長方形がバビロンである。中央付近で南北に描かれた2本の線は、左がユーフラテス川、右がチグリス川と考えられている。ただし実際のバビロンにはチグリス川は流れていないので、この平行線はユーフラテス川の両岸であるとする考えもある。チグリス川の上流は山となっており、チグリス川下流の三日月模様はペルシア湾、内円下部の細長い長方形は湿地帯、内円の内側に書かれたたくさんの小円は他の有力都市を表している。つまり、この地図は世界地図を意図したものではあるが、現実世界と一致しているのはバビロンと周辺都市、周辺地理のみである。

### アナクシマンドロスとヘカタイオス（紀元前6世紀）

アナクシマンドロスの世界地図の再現

ギリシアの地理学者ミレトスのヘカタイオス（紀元前476年頃死去）は、ギリシャの自然哲学者アナクシマンドロス（紀元前546年頃に死去）の地図を元にして、世界地図を描いた。ただし、当時のままの地図は伝わっておらず、現存するのは当時の資料の断片からの再現図である。この地図によれば、世界の東端はインドであり、インダス河の存在も描かれている。地中海の描写はかなり正確である。一方で、周囲を海が囲っている点などは従来の世界地図と同じである。

### ヘロドトス（紀元前5世紀）

ヘロドトスの世界地図の再現

ギリシアの歴史家ヘロドトス（紀元前485年頃-前420年頃）の時代になると、空想を入れる習慣が少なくなった。一番の特徴は、世界を取り囲む円海であるオーケアノスの存在を否定したことである。ヘロドトスはエジプト、ペルシア、スキタイなどを訪れており、カスピ海が内海であることなどが正確に書かれている。一方でヨーロッパに関しては、イステル川（ドナウ川）の流れですら不正確である。

### エラトステネス図（紀元前3世紀）

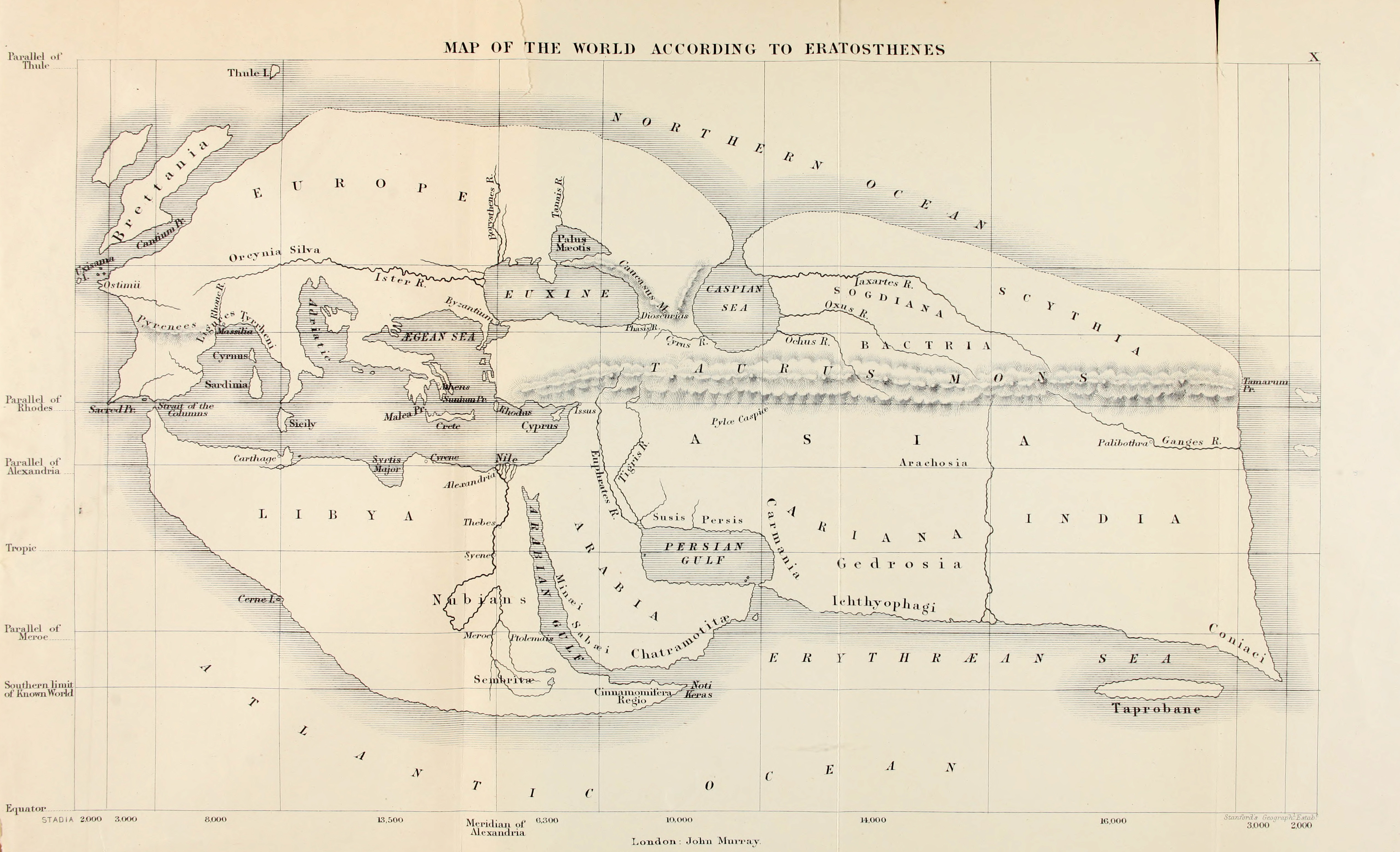
1883年に再現されたエラトステネスの地図

地球の大きさを測ったことで知られるエラトステネス（紀元前276年-前194年）は、地球が球形であることを前提に地図を作っており、地図作成に測量を利用した。エラトステネスの地図そのものは伝わっていないが、ストラボン（紀元前63年頃-紀元23年頃）が著作に一部を引用しているため、およその様子が分かっている。
エラトステネスの時代には、アレクサンドロス3世（在位紀元前336年-前323年）の遠征記録が伝わっていたため、インド付近までの地理が詳しくなっている。ただし東南アジアの描写はない。また、ヨーロッパについては、今日で言うグレートブリテン島などが描かれている。
また、地図には経緯線に相当する線が描かれている。ただし、今日の世界地図とは異なり、経緯線の間隔は一定ではない。

### プトレマイオス図（2世紀）

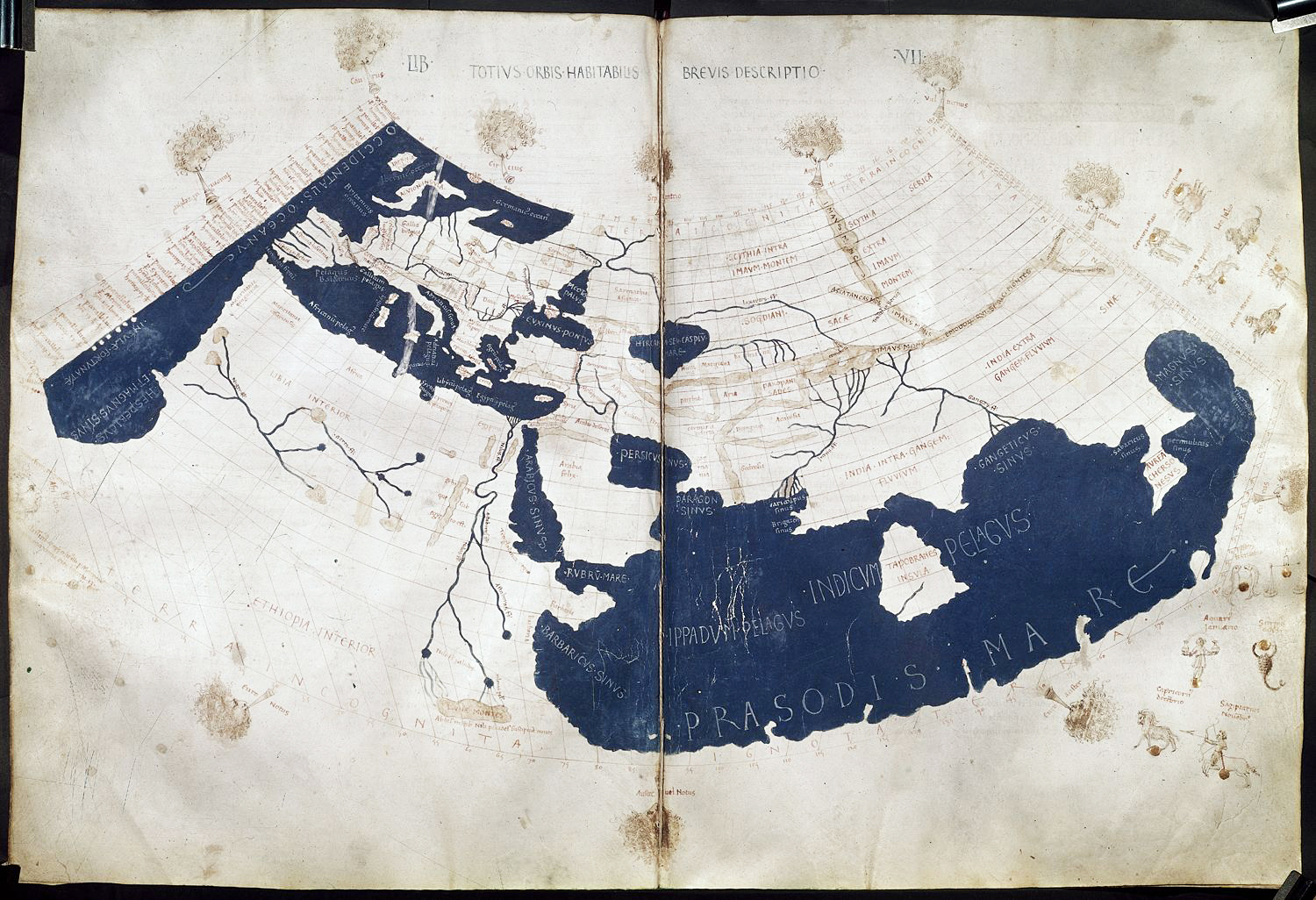
15世紀に再現されたプトレマイオスの地図。右側中央の三角形島はセイロン島である。

クラウディオス・プトレマイオスは150年頃の著書『ゲオグラフィア』（地理学）に世界地図を掲載した。この地図では、等間隔に引かれた経緯線が描かれている。（なお、等間隔の経緯線を初めて用いたのはヒッパルコスである。）技法としては、円錐図法が使われたことに特色がある。
内容としては、アフリカが赤道付近まで描かれている。また、東方はインドより先のマレー半島まで描かれている。当時は時差を求められるほど正確な時計が無く、加えて地球の大きさにポセイドニオスが求めたかなり小さ目の値を用いたため、東西方向の距離が実際よりも長めに描かれている。この地図ではインド洋が内海として描かれているが、これについてはアフリカとインドでワニやゾウなどの共通の動物がいたことからの誤解であるとする説、プトレマイオスは正しい地図を作っていたがその写本が誤ったとする説などがある。プトレマイオスの業績は傑出しており、その誤りと共に後々の世界地図にまで引き継がれた。

### ポイティンガー図（4世紀）
ローマ帝国の時代になると、ヨーロッパの征服が進んだために世界地図にもこの地方の地理情報が盛り込まれた。この時代の原図そのものは残っていないが、16世紀の人物ポイティンガーが原図を基にした複写を作っており、現代にまで伝わっている。ポイティンガー図の特徴は実用性である。図には道路、宿駅、交易所、鉱泉、巡礼地などが描き込まれている。ポイティンガー図は一応は北を上にして描かれているが、あくまでも都市と都市の距離を表した地図であるので、図中での収まりを良くするために、方位の点では著しく歪められている。距離は図の形から直接読み取るのではなく、説明文から読み取る。

### コスマス図（6世紀）

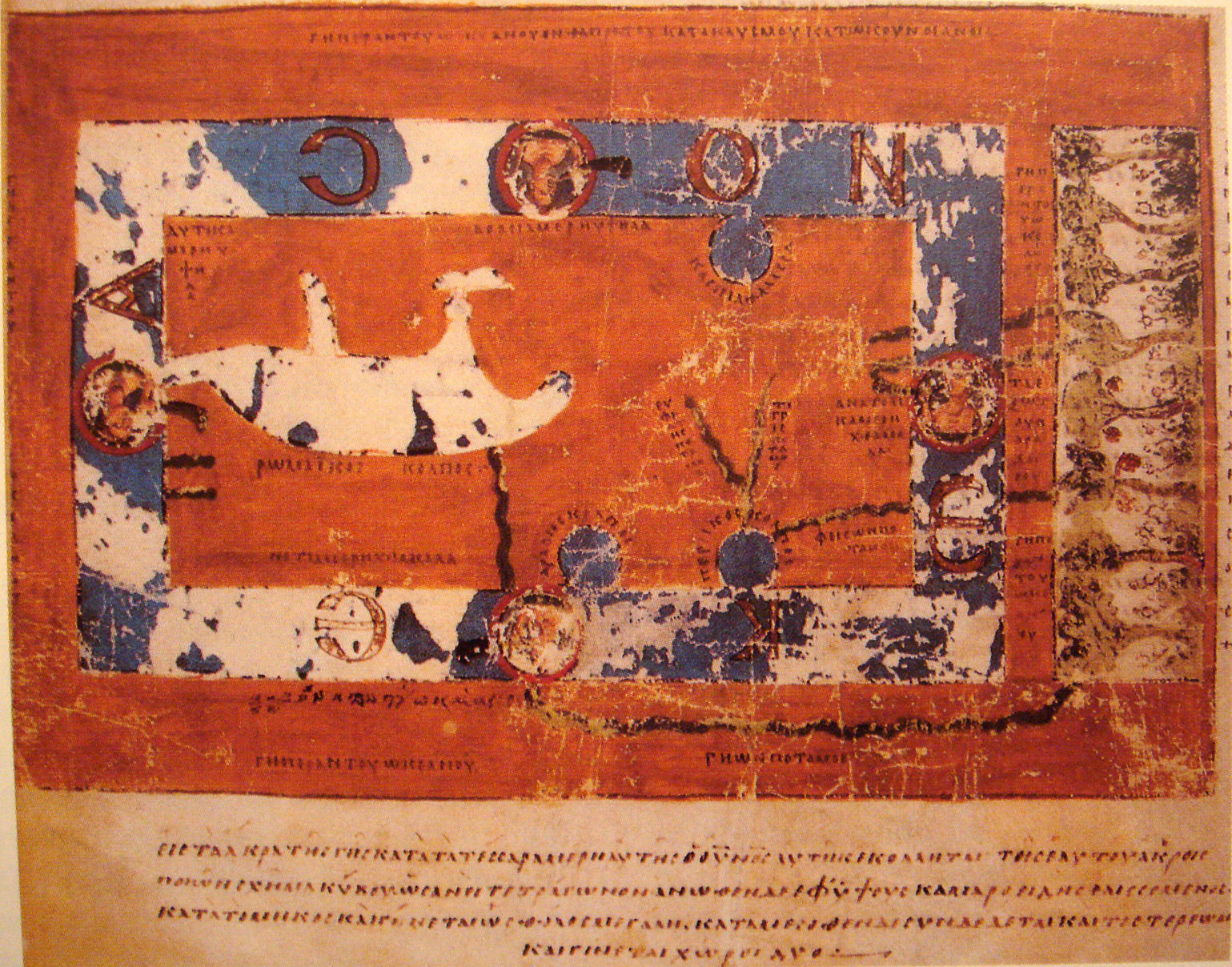
コスマスの世界地図。白い箇所は青い塗料が剥げたものであり、他の青い箇所と同様に水域である。

キリスト教的世界観が浸透すると、ヨーロッパにおける世界地図の精度はかえって後退し、世界は幾何学的な構造であるという世界観が再び主流となった。
550年頃、キリスト教修道士のコスマス・インディコプレウステースがキリスト教地誌を書き、地中海、紅海を中心にした世界図を描いた。中央の褐色の長方形が一般的な意味で言う世界図であり、この長方形内の左に描かれている白い（=青が剥げた）箇所が地中海、長方形内右上の小丸がカスピ海、下部中央の小丸が紅海、下部右の小丸がペルシア湾である。この長方形の周囲には、古代ギリシア人が信じたオケアノスが青く描かれている。陸地部分にはアクスム王国（エチオピア、エリトリア）、インド、スリランカなどが描かれている。この図の東方の縦長方形部分はエデンの園であり、全くの空想である。また「世界は球体である」というギリシア時代からの知見を否定し、地球平面説に基づいて作成されている。

## 中世

### TO図（7世紀）

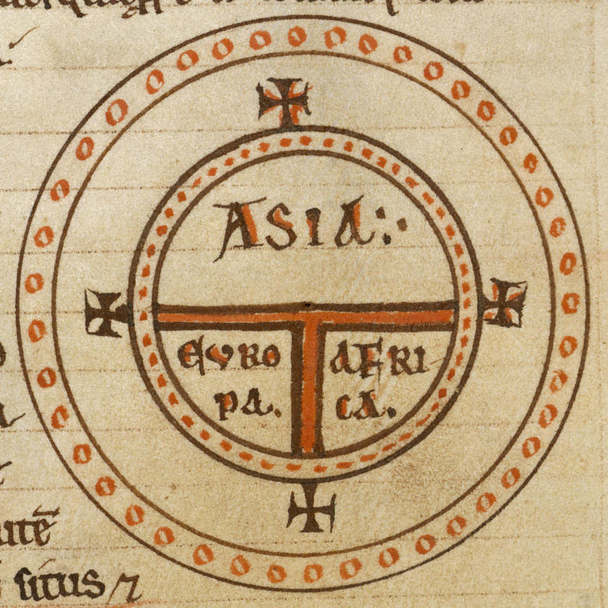
12世紀に複写された「語源論」に記載されているTO図

7世紀の神学者イシドールスは著書『語源論』の中に、当時使われていた著しく簡略化された世界地図を収録している。これはTO図と呼ばれている。この図は円の中にTの字に水域が描かれているもので、円部分はオケアノス、Tの縦棒は地中海、Tの横棒の左半分はタナイス川（現ドン川）、右半分はナイル川を意味している。タナイス川は黒海の北東を流れる大河で、この図ではヨーロッパとアジアの境界となっている。つまり上半分がアジア、左下がヨーロッパ、右下がアフリカであり、東を上に書かれている。
この図は聖地エルサレムが図の中心に位置し、図の最上部に東の楽園エデンの園が来るように工夫されている。また、この図に描かれているのは北半球のみである。TO図は現代にもいくつも伝わっている。

### ベアトゥスの世界地図（776年）

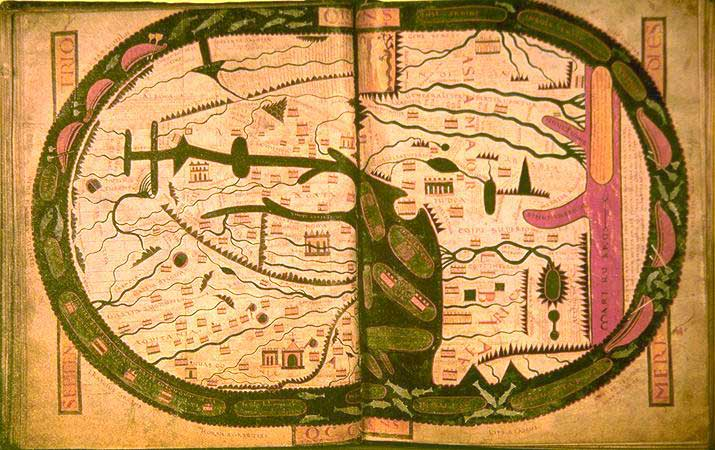
1050年頃の『サン・スヴェールの黙示録』に載せられた世界地図

スペインの修道士、リエバナのベアトゥス（730年頃 - 798年）は著書『サン・スヴェールの黙示録』の中に世界地図を載せた。この図も東が上に描かれている。ただし現存しているものは複写なので、当時のままの図になっているかどうかは不明である。ここに挙げた絵は1050年頃に作られた複写であり、中央左の城の絵がローマ、右の赤い縦縞が紅海である。左上の矢印模様はカスピ海であり、外海とされている。

### アングロサクソン図（1040年頃）

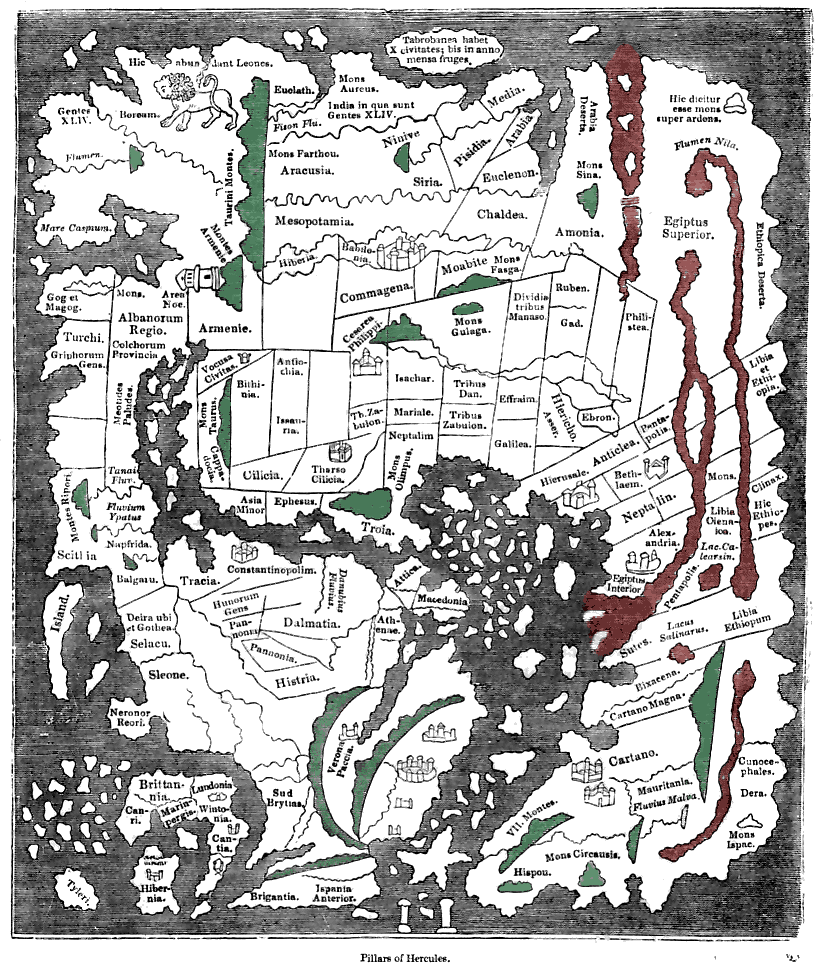
アングロサクソン図の模写

現在大英図書館が所蔵しているアングロサクソン図は、1025～1050年頃に描かれたものであり、イギリス国教会カンタベリー大主教のシジェリックの旅行等と関連して作られたと考えられている。この図の世界観もTO図と近く、世界を円く、東を上に描かれているが、エルサレムは中心に置かれておらず、エデンの園も描かれていない。イギリスで描かれた地図だけに、グレートブリテン島、スコットランドの島々、アイルランド、マン島などが詳しい。最上部中央の島(Taprobane)はスリランカである。左下の島トゥーレ(Tyleri)はここではアイスランドである。左の島(Island)はスカンジナビア半島を島と誤認したものである。

### マフムード・カーシュガリーの世界地図（1072年）

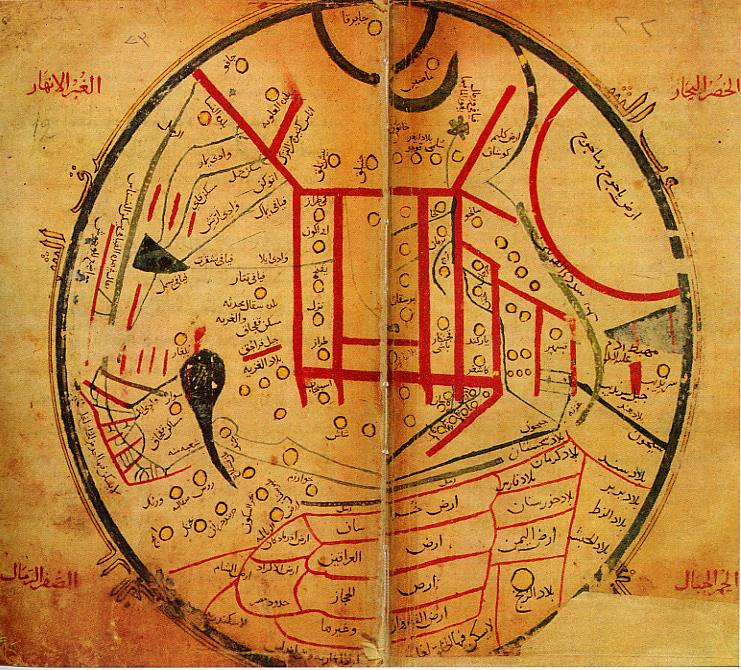
マフムッド・カシュガリの世界地図

カラハン朝の学者（一説には王族）マフムード・カーシュガリーは11世紀、史上初のテュルク諸語・アラビア語辞書『テュルク語集成』(Dīwān Lüḡāt al-Türk)の中に世界地図を収録した。この図は東が上になっており、水域が青く塗られている。小さな丸印は都市である。最中央がカラハン朝の首都ベラサグン、北部の瓢箪型の水域がカスピ海、最東部の水域に囲まれている部分は「ジャーバルカー？(جابرقا Jābarqā?)」と書かれており、「日本国」の（やや不正確な）音写ではないかと言われている。その他にイラク、アゼルバイジャン、イエメン、エジプト、中国、ヒンドゥスタン、カシミール、ゴグマゴグ（「ヤージュージュとマージュージュ」　右側の赤い半円）などが書かれている。図中の青線は河川、赤線は山脈を意味している。世界の周囲は海（いわゆるオケアノス海）に覆われている。この地図は現在イスタンブールのペラ美術館にある。カーシュガリーの地図に先行するアラビア語地理書での世界地図としては、イブン・ハウカルやイスタフリーの地理書に描かれている世界地図が知られている。これらの地図はプトレマイオスの地理書や地図に、イラン、中央アジアなどの知見をもとに増補されたものだが、カーシュガリーの世界地図はベラサグンの周辺地域を中心に描かれており、同書が書写されたと思われるバグダードやイラク、中東やアラビア半島などの諸地域はイブン・ハウカルなどに比べるとかなり模式化されている。後述のイドリースィーの世界地図も、基本的にイブン・ハウカルやイスタフリーの地図や地理概念の延長線上にある。

### 古今華夷区域総要図（1140年）

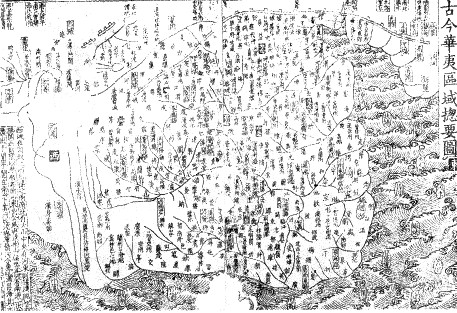
古今華夷区域総要図

古今華夷区域総要図は南宋時代の中国で作られた世界地図である。ヨーロッパとは異なり、神話的・空想的な記述は見られず、地理と地名が書かれた簡素な地図である。また、早くも印刷物であったことが特徴的であり、印刷されていたために白黒の地図である。この地図は北が上である。また文明世界（華=中国）と野蛮世界（夷）を区別することをも目的とした、中華思想に基づく地図である。
地名には同定されていないものもある。東には朝鮮半島や日本の地名が見られる。日本の位置には「日本」「倭奴」と国が2つあるように書かれており、これは誤記では無く政治的な意味があるという人もいる。南にはチャンパ、チョーラ朝、ジャワなどに相当する地名が見られる。西にはタリム盆地の諸国家である楼蘭、クチャや西夏に相当する地名が見られる。ヨーロッパやアフリカに関しての記載は見られない。

### イドリースィーの世界地図（1154年）

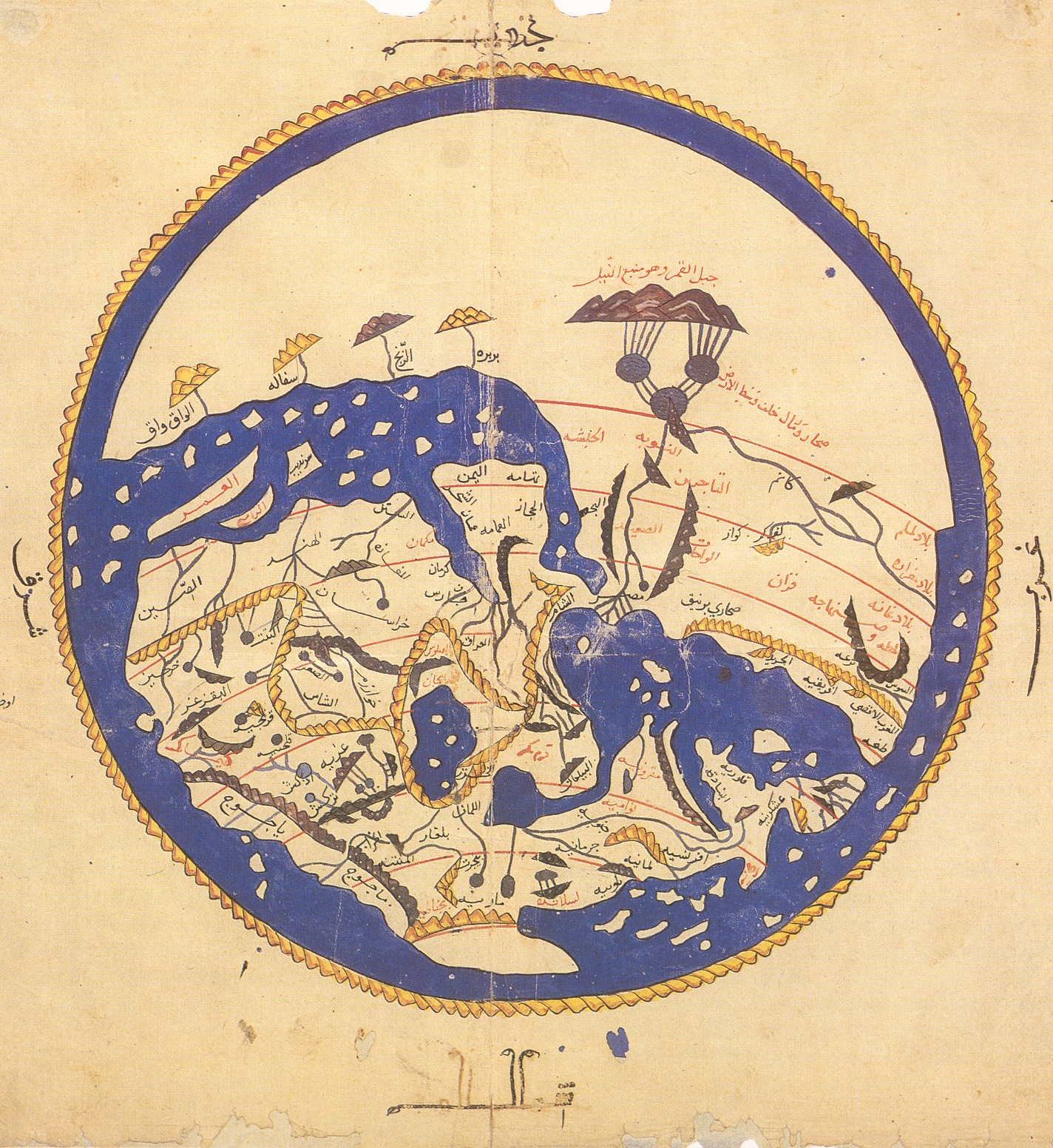
イドリースィーの円形世界地図

アラビアの地理学者イドリースィーは、1138年にノルマン王ルッジェーロ2世にシチリアに招かれ、1154年に当時の知見を集大成した世界地図「タブラ・ロジェリアナ」を作成した。またメッカを中心とした円形の世界地図も作成された。
14世紀の歴史家イブン＝ハルドゥーンが、著書『歴史序説』の中で、イドリースィーの円形の世界地図についての解説を残している。イドリースィー図は南が上になっており、中心はイスラームの聖地メッカである。南が上になっているのは、こうすればイスラーム圏のほとんどの場所よりもメッカを上側に配置することができるためと考えられている。イスラームの世界観に基づき、全体としても各地からメッカへの方角を意識して描かれている。この図も周囲を海が取り囲んでいる。また、プトレマイオス図とは異なり、インド洋が外海であることが正確に描写されている。また、また、東西方向に平行に引かれた曲線は気候帯の境界を意味している。ハルドゥーンは、この曲線帯よりも北あるいは南側には人が住めないと説明している。地図の東端、アフリカ南部から東に延びる陸地の先端にはالواق واق（アル＝ワークワーク al-Wāqwāq）と書かれているが、これは倭国、ボルネオ、フィリピンなど様々な説がある。
イドリースィーはプトレマイオス図を参照していると言われている。ただしアラビア人が自ら確認した地理情報を優先して作成しており、場所によってはプトレマイオス図よりもかえって不正確になっている所もあるが、かなりの独自性がうかがえる。ナイル川上流の湖の位置も正確に描かれている。この後3世紀の間、アラビアの地図製作者はイドリースィー図をほぼそのまま模写した。

### エブストーフ図（1234年頃）

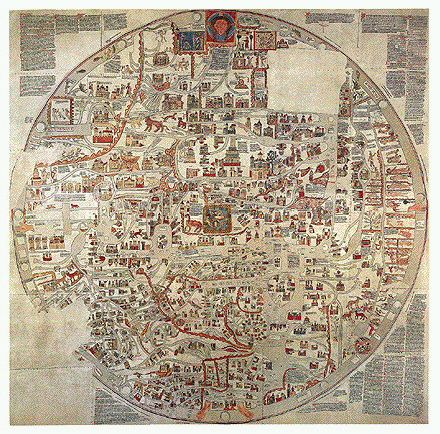
エブストーフ図

エブストーフ図は後述するヘレフォード図と構成が似た中世ヨーロッパの世界地図である。ベネディクト会の修道院で1830年に発見されたが、オリジナルは1943年に焼失した。この図もTO図の一種であり、東が上で、上半分がアジア、左下がヨーロッパ、右下がアフリカである。上（東）で11本の支流がある川はガンジス川であり、これが流れ着く東端はエデンの園である。

### ヘレフォード図（1300年）

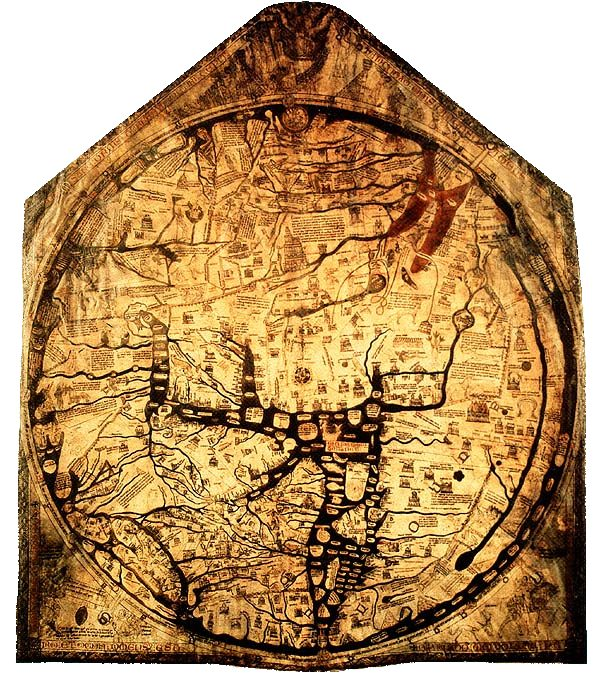
ヘレフォード図

中世ヨーロッパにおいてはキリスト教的世界観を概念的に示した世界地図が多いが、当時の知見をできるだけ盛り込もうとした世界地図も残されている。これがイギリスのヘレフォード大聖堂に伝わるヘレフォード図である。
ヘレフォード図も基本構成はTO図を踏襲しており、世界をアジア、アフリカ、ヨーロッパの3つに分けている。さらに、東が上になっている。縦方向に描かれた地中海がヨーロッパとアフリカを分けており、アジアとヨーロッパの区切りはタナイス川（現ドン川）、アジアとアフリカの区切りはナイル川及び紅海である。
一方で、TO図のようにタナイス川とナイル川を無理に繋げることはせず、現実世界と大きく矛盾しないものとなっている。これは、ヘレフォード図には十字軍などにより得られた地理的成果が盛り込まれているためである。ただし、この地図は、世界をキリスト教的に解釈することを目的としており、当時の知見を盛り込んだにしては不正確な点も多い。書かれている地名を読まなければ現実世界の地理との対比すら難しい箇所もある。詳細が不明な遠方は、神話に近いような内容も書かれている。

### アル・ワルディー図（1349年）

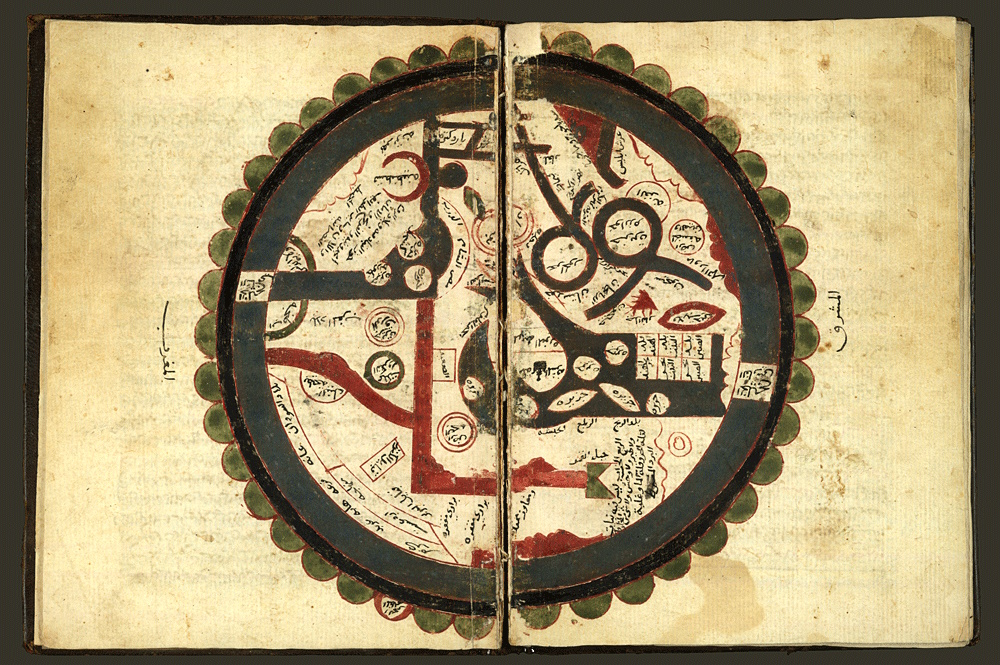
アル・ワルディー図。（ここでは上下逆にして北を上に掲載する。）

アラビアのアル・ワルディーも当時のアラビアの習慣どおり、南を上にした世界図を作成している。世界観はプトレマイオス図の影響を受けており、インド洋が内海になっている。

### カタロニア図（1375年）

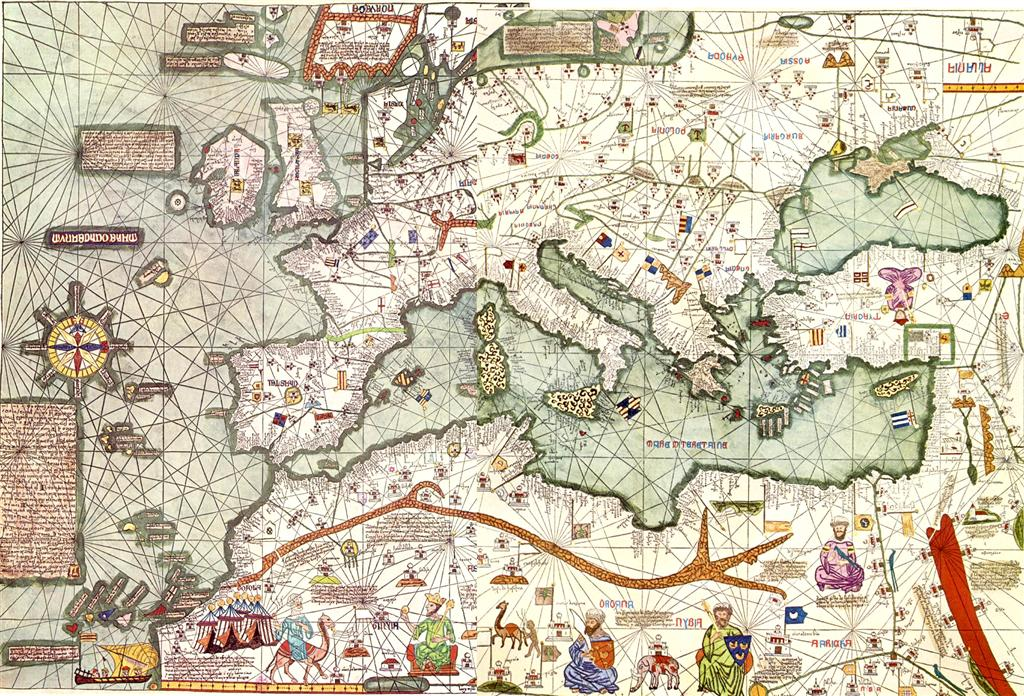
カタロニア図の西半分

東方見聞録（1300年頃）の情報や十字軍の遠征などにより、ヨーロッパの世界地図の正確さは大きく改善された。その一例が1375年に作られたカタロニア図である。特に十字軍は海路で方位磁針を使って地形を測定したため、地中海の輪郭は非常に正確になっている。アジアの地形はまだかなり不正確だが、アラビア半島と紅海、ペルシア湾、インドの位置関係はかなり妥当となっている。一方で、アフリカの描写は北部のみであり、この地図からは喜望峰周りに航路があることは読み取れない。なお、この世界地図には日本に相当する島や地名は描かれていない。

### 混一疆理歴代国都之図（1402年）

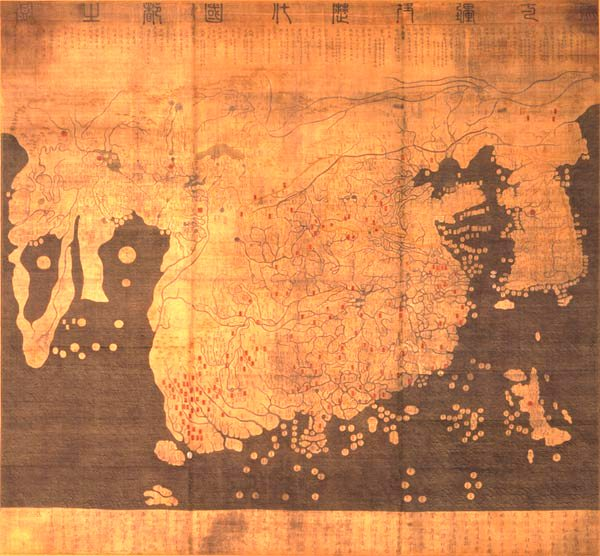
混一疆理歴代国都之図

混一疆理歴代国都之図は1402年に李氏朝鮮で作られた世界地図である。これよりも前、モンゴル帝国が集めた知見を基に中国でいくつかの世界地図が作られており、混一疆理歴代国都之図はその集大成と言える。全体はＭの字のような形をしており、一番右の出っ張りが朝鮮半島、中央の出っ張りが中国と南アジア、左の出っ張りがアラビア半島とアフリカである。アフリカの上にヨーロッパも描かれているが、地中海が陸地と同じ色で塗られているため分かりにくい。

### ビアンコ図（1436年）

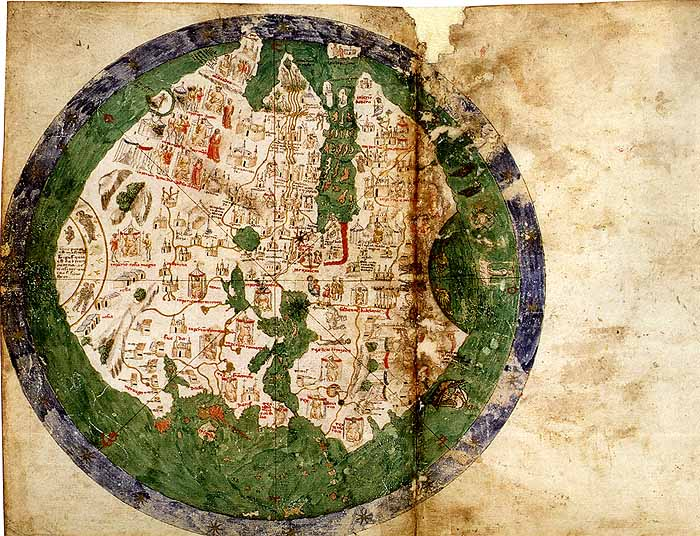
ビアンコ図

イタリアの航海士アンドレア・ビアンコは1436年、29 × 38センチメートルの世界地図を描いた。ビアンコ図も東が上になっており、エルサレムが中心である。世界は全体的に丸く、周囲は海である。ビアンコは後にフラマウロ図の製作にも協力している。

### フラマウロ図（1459年）

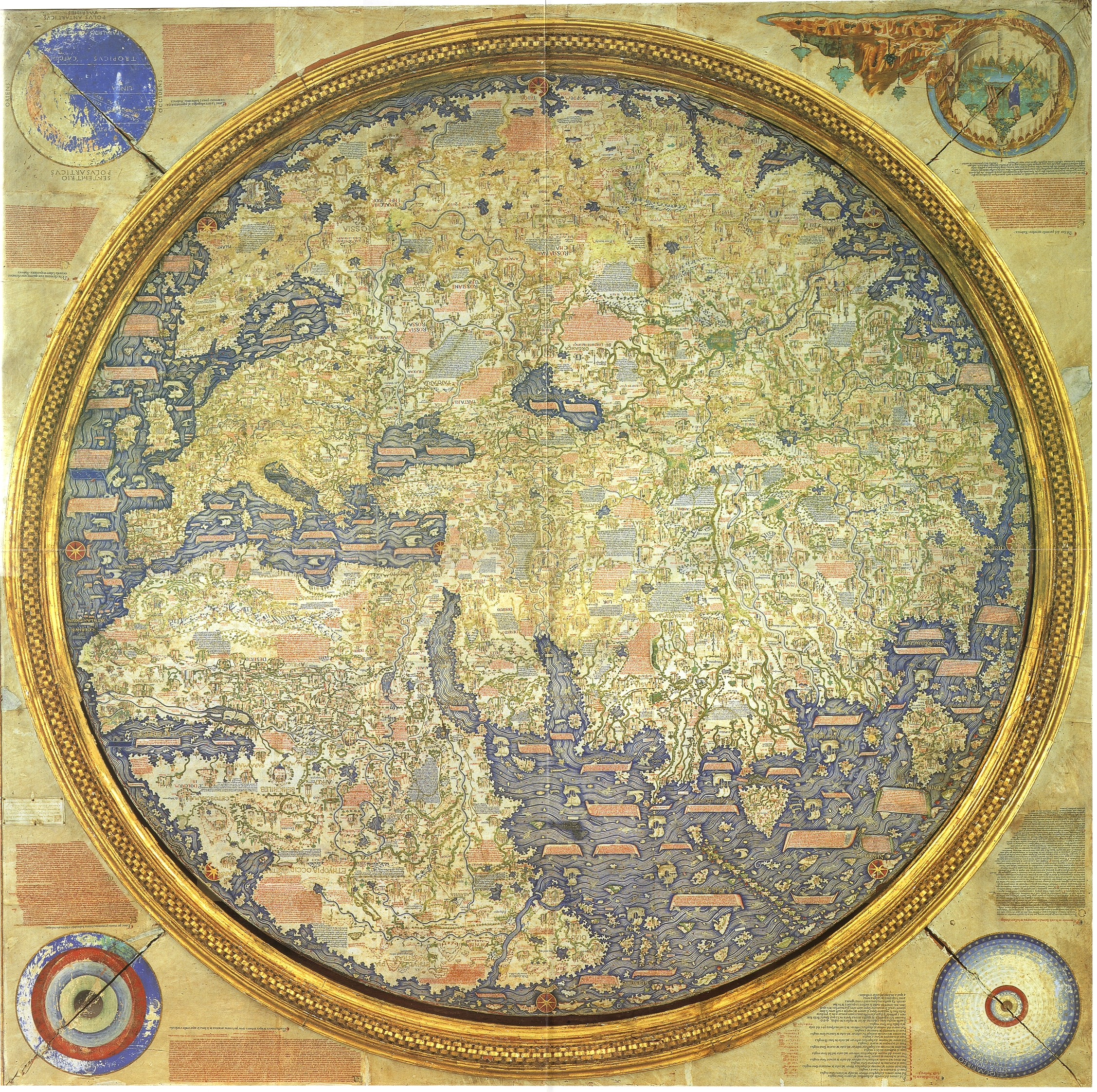
フラマウロ図。ここでは元の絵の上下を逆にして、北を上に表示している。

フラマウロ図は1457年から1459年にかけて、ヴェネツィアの修道士フラ・マウロが書いた世界地図である。正円の羊皮紙に描かれ、木枠に嵌められている。直径2メートルほどである。
エルサレムを世界地図の中心から外している点で、従来のヨーロッパの地図の慣習から外れている。この地図にはイスラームの影響が随所に見られる。まず、上が南になっている。アフリカは島として認識されており、ザンジバルやモンバサなどのイスラーム系の地名も多い。東洋の情報は東方見聞録を参考にしているものと見られるが、かなり不正確である。「Cimpagu 島」という小島が描かれており、これがヨーロッパの地図に日本が描かれた最初のものと考えられている。

### マルテルス図（1490年）

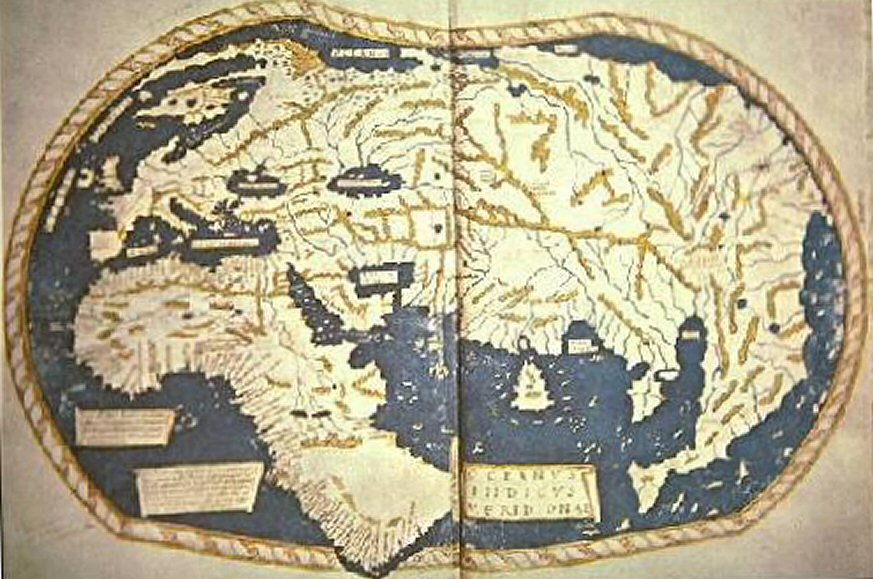
マルテルス図

マルテルス図は、ドイツの地理学者ヘンリックス・マルテルスによる世界地図である。この地図の特徴は、ポルトガルの航海家バルトロメウ・ディアスが1488年に発見した喜望峰の情報が盛り込まれていることであり、C. de Spelanzaと記されている。

### ベハイムの地球儀（1492年）

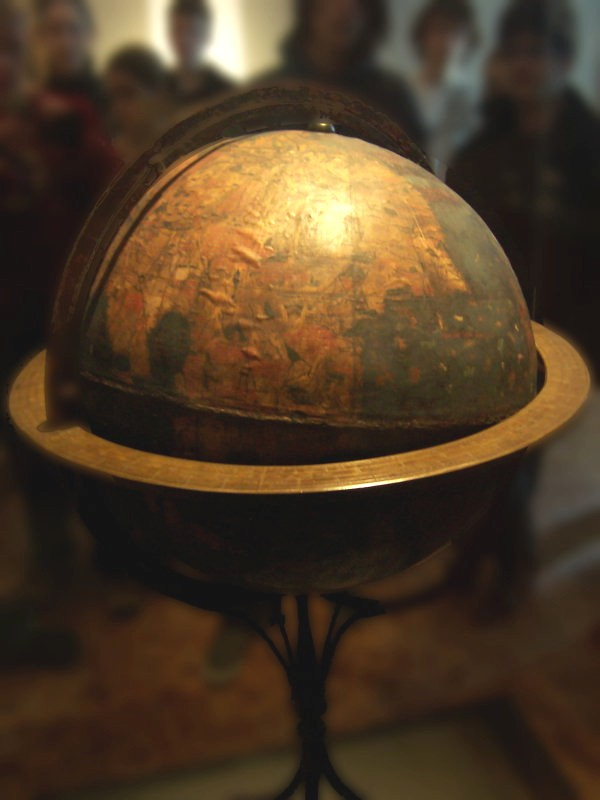
ベハイムの地球儀

ベハイムの地球儀は現存する最古の地球儀であるといわれている。作者はドイツの航海士マルティン・ベハイムである。この地球儀には未発見のアメリカ大陸は描かれていない。その代わりにヨーロッパの西端と東洋の東端がかなり狭めて書かれている。

## 新大陸発見以後
アメリカ大陸発見により、直ちに世界地図が完成したわけではない。ヨーロッパ人はしばらくの間、アメリカ大陸をアジアの一部だと考えていたため、世界地図もその前提に基づいて描かれる時代が続いた。また、東アジア、東南アジア、オセアニアについてはかなり後まで不正確だった。

### ファン・デラ・コーサ図（1500年）
ファン・デラ・コーサはスペインの探検家で、いわゆるコンキスタドール（アメリカ征服・探検家）である。この地図は西を上に書かれており、最上部には聖クリストフォロスの像が描かれている。

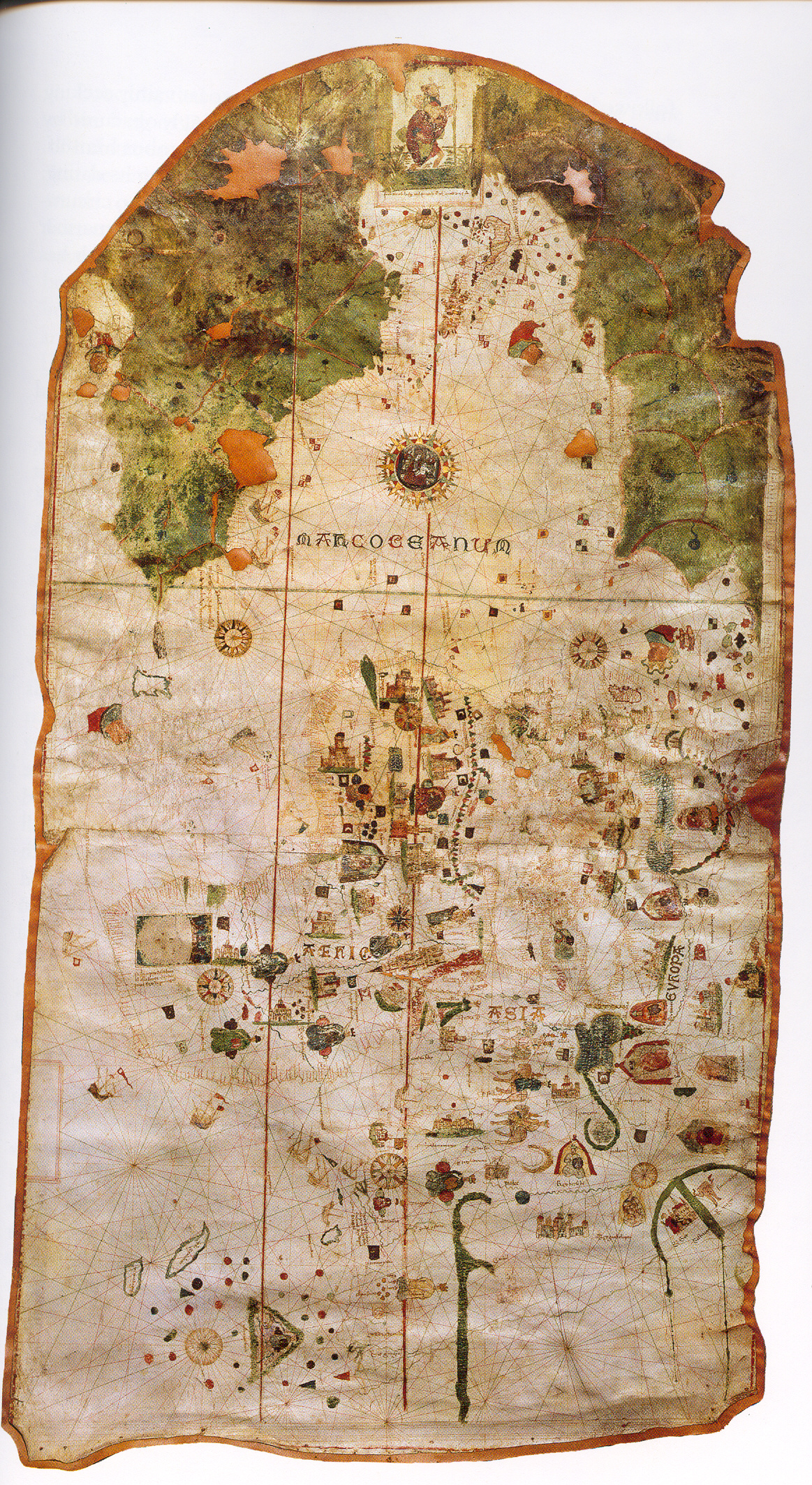
ファン・デラ・コーサ図。右が北である。上中央の島が新大陸の西インド諸島で、下3分の2が淡い着色となっているが旧世界で真ん中がアフリカ、その右（北）が欧州、下部がアジアである。

この地図には早くも1493年に設定された教皇子午線が描かれている。また、キューバを島としている点も特徴的であり、コロンブスの大陸の一部だとする見解を否定するものである。未発見である南アメリカ大陸は描かれていない。西端に西インド諸島が描かれているが、その奥地は中央アメリカではなく、アジアであるとされている。

### カンティノ図（1502年）
カンティノ図もポルトガルの地理的発見を盛り込んだ初期の世界地図の一つである。この地図は「アルベルト・カンティノの地図」と名付けられているが彼の作ではなく、イタリアのフェラーラ公の代理人をしていた人物がポルトガルから地図を秘密裏に持ち帰り、この人物が後にアルベルト・カンティノを名乗ったためにそう名付けられている。

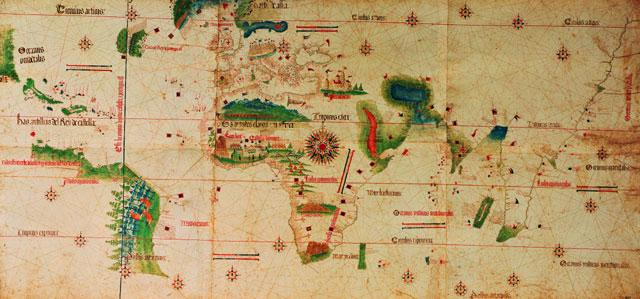

この地図の特徴は、1500年にポルトガルの探検家ペドロ・アルヴァレス・カブラルのブラジル発見とその後のアメリゴ・ヴェスプッチらの探検成果が盛り込まれていることである。

### ヴァルトゼーミューラ図（1507年）

ヴァルトゼーミューラ図

マルティン・ヴァルトゼーミュラーはドイツ南部の地理学者で、アメリカが新大陸であることを突き止めたアメリゴ・ヴェスプッチにちなんでアメリカをアメリカと名付けた人物である。ヴァルトゼーミュラーは1507年に刊行した地図に南アメリカ大陸を描き込んでいる。東洋の描写はまだ不正確である。

### ピーリー・レイースの地図（1513年）

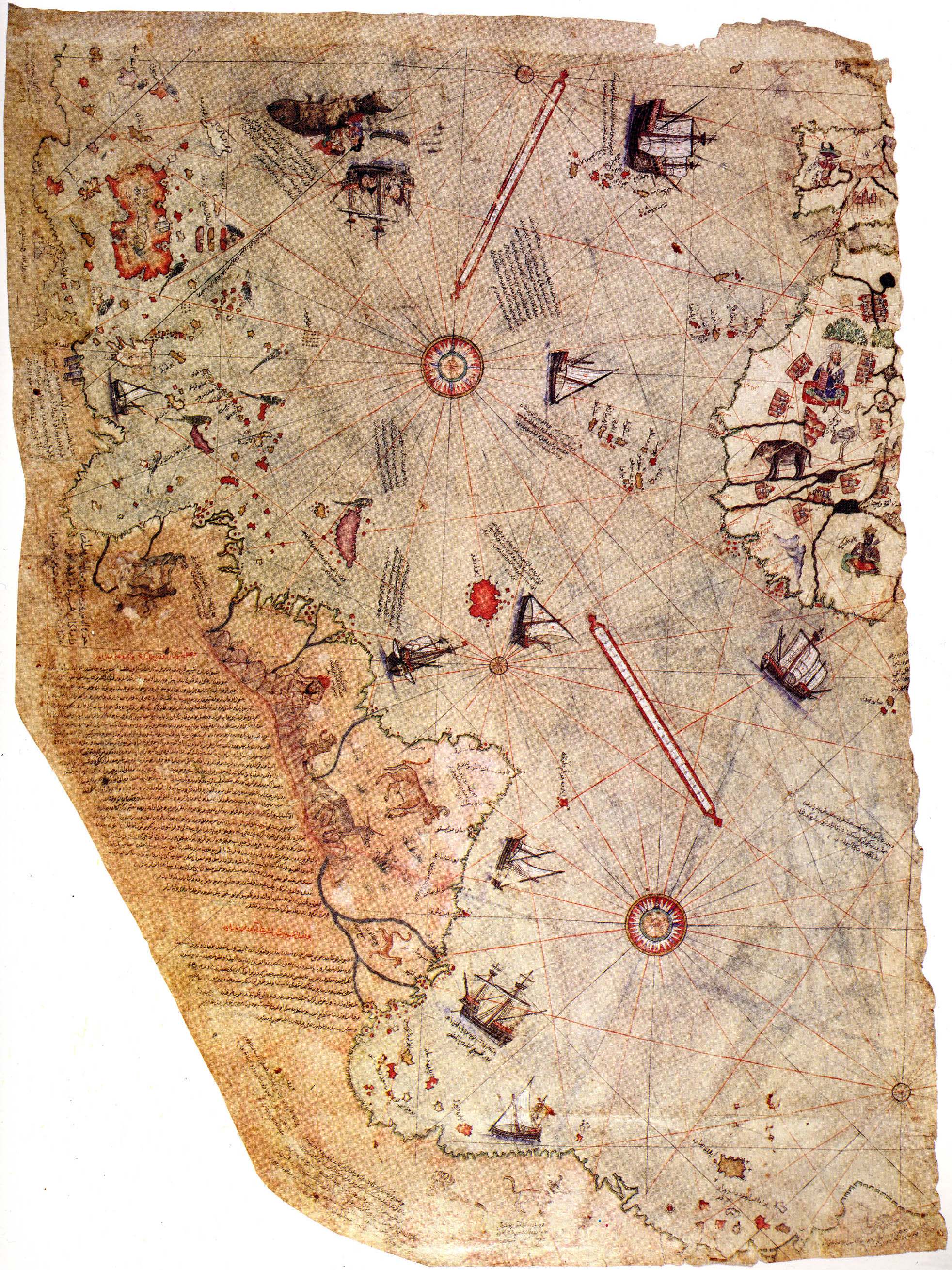
ピーリー・レイースの地図の断片

ピーリー・レイースの地図は16世紀オスマン帝国の将軍であり地理学者でもあるピーリー・レイースの作である。ただし部分的にしか伝わっていない。大西洋の部分が残っており、そこにはヨーロッパ西岸、北アメリカ、ブラジルが描かれている。アゾレス諸島、カナリア諸島も描かれている。

### ピエール図（1550年）

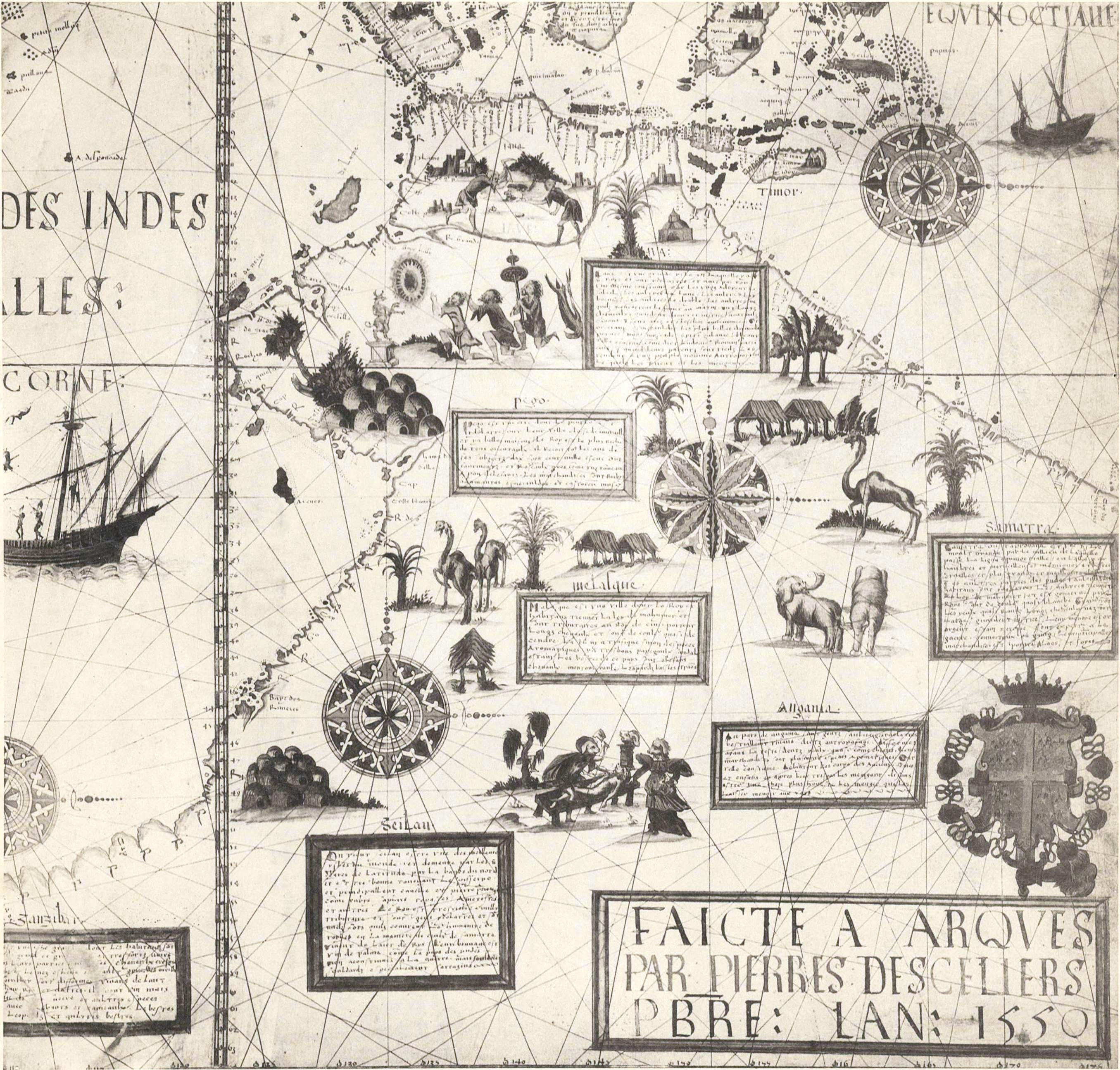
ピエール図のオーストラリア部分拡大図。

フランスのピエール・デスリエの残した地図にはオーストラリアに相当する位置に、それらしい地形が描かれている。ただし、当時西洋人はオーストラリアを未発見であり、この地形は南方の空想の島メガラニカの一部として書かれている。現実のオーストラリアとの関係は不明確である。

### メルカトル図（1569年）

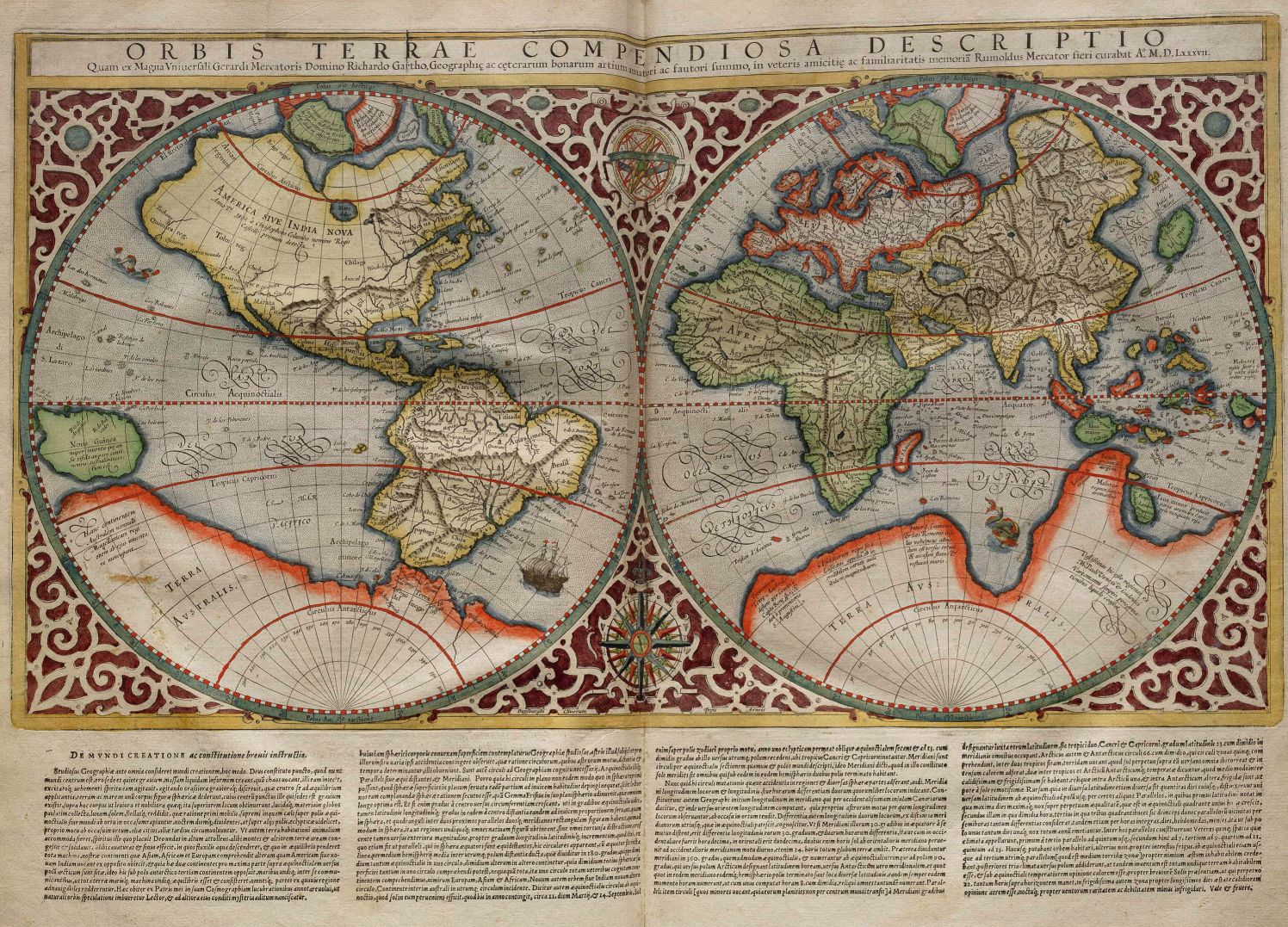
メルカトル図。この図は息子のルモンドによる1587年のもの。

ネーデルラントのゲラルドゥス・メルカトルは、大航海時代になって得られた新しい地理的知見を盛り込んだ世界地図を作成した。メルカトルはいわゆるメルカトル図法を使うことで、これまでの地図では航海の舵角を誤りやすかったのを改善した。メルカトル図になっても、東アジアや東南アジアの形状は不正確である。また、この時代にはオーストラリアが発見されておらず、オセアニアの地理はほとんど描かれていない（左下の島はニューギニア島）。また、南方の大陸は南極大陸ではなく空想の島メガラニカである。

### 坤輿万国全図（1602年）

坤輿万国全図

坤輿万国全図はイタリアの宣教師マテオ・リッチが作成した漢訳版世界地図であり、当時の中国人の世界観に大きな影響を与えた。1602年に北京で刊行され、鎖国時の日本にも輸入され、世界についての知識の典拠となった。右の地図は東北大学附属図書館狩野文庫所蔵のもので中国語に読み仮名がふってある。

### ブラウ図（1648年）

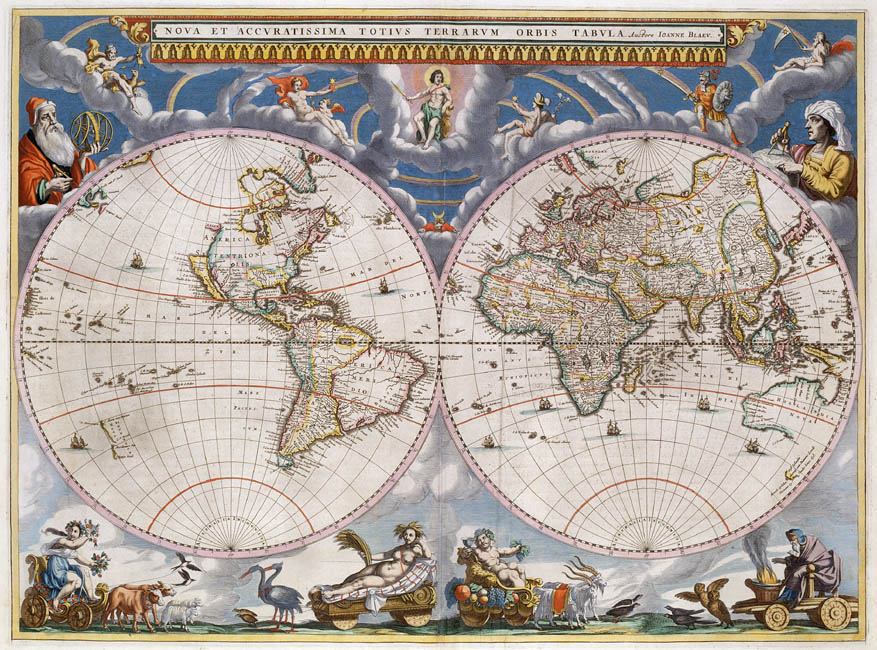
ブラウ図。この図は1664年のもの。

ブラウ家はオランダの地図学者の一家で、初代ウィレム・ブラウ、息子のヨハン・ブラウらが活躍している。ヨハンは1648年のヴェストファーレン条約でオランダが独立したことを記念して、大型の世界地図を刊行した。ブラウの時代になると、ディルク・ハルトフによるオーストラリア西部の探検などが報告されており、その一部が記載されている。オーストラリアの東部と北アメリカの西部はなお不明であるが、想像で埋めることはせずに不明とされている。三好唯義の世界地図コレクションによると、この地図は1662年と記載されている。